# Хромат натрия
Хромат(VI) натрия — неорганическое соединение, соль металла натрия и хромовой кислоты с формулой Na2CrO4, жёлтые кристаллы, растворимые в воде, образует кристаллогидраты.

## Получение
- Растворение оксида хрома(VI) в растворе едкого натра:

{\displaystyle {\mathsf {CrO_{3}+2NaOH\ {\xrightarrow {}}\ Na_{2}CrO_{4}+H_{2}O}}}
Растворения дихромата аммония в гидроксиде натрия:
(NH4)2Cr2O7 + 4NaOH → 2NH3 + 2Na2CrO4 + 3H2O
- Сплавление оксида хрома(III) с карбонатом или гидроксидом натрия в присутствии окислителей (нитрат натрия, кислород, пероксид натрия, хлорат натрия и др.). Чтобы реакция с кислородом шла при комнатной температуре, нужно использовать ультрафиолет:

{\displaystyle {\mathsf {Cr_{2}O_{3}+3NaNO_{3}+2Na_{2}CO_{3}\ {\xrightarrow {t}}\ 2Na_{2}CrO_{4}+3NaNO_{2}+2CO_{2}\uparrow }}}
{\displaystyle {\mathsf {2Cr_{2}O_{3}+3O_{2}+8NaOH\ \xrightarrow {^{o}t,UV} \ 4Na_{2}CrO_{4}+4H_{2}O}}}

## Физические свойства
Хромат натрия(II) образует желтые   кристаллы,
Хорошо растворяется в воде и метаноле.
Плохо растворим в этаноле.
Образует кристаллогидраты состава Na2CrO4•n H2O, где n = 4, 6 и 10.

## Химические свойства
- Кристаллогидраты разлагаются при нагревании:

{\displaystyle {\mathsf {Na_{2}CrO_{4}\cdot 10H_{2}O{\xrightarrow[{-H_{2}O}]{20^{o}C}}Na_{2}CrO_{4}\cdot 6H_{2}O{\xrightarrow[{-H_{2}O}]{26^{o}C}}Na_{2}CrO_{4}\cdot 4H_{2}O{\xrightarrow[{-H_{2}O}]{62,8^{o}C}}Na_{2}CrO_{4}}}}
- В разбавленных кислотах переходит в бихромат натрия:

{\displaystyle {\mathsf {2Na_{2}CrO_{4}+2HCl\ {\xrightarrow {}}\ Na_{2}Cr_{2}O_{7}+2NaCl+H_{2}O}}}
- В нейтральной и слабощелочной среде способен восстановиться до гидроксида хрома(III):

{\displaystyle {\mathsf {2Na_{2}CrO_{4}+3(NH_{4})_{2}S+8H_{2}O\ {\xrightarrow {}}\ 2Cr(OH)_{3}\downarrow +3S\downarrow +4NaOH+6NH_{3}*H_{2}O}}}
- В сильнощелочной среде способен восстановиться до гидроксохроматов(III):

{\displaystyle {\mathsf {2Na_{2}CrO_{4}+3(NH_{4})_{2}S+2NaOH+2H_{2}O\ \xrightarrow {} \ 2Na_{3}[Cr(OH)_{6}]+3S\downarrow +6NH_{3}}}}